# Kartitsch

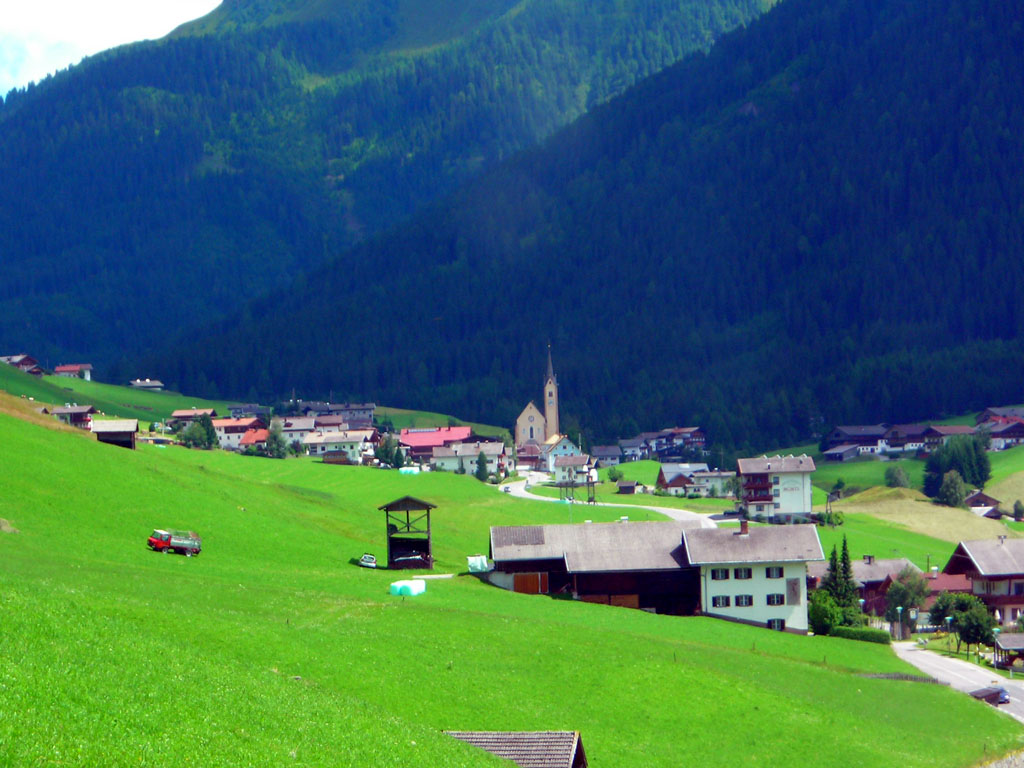
Kartitsch

Kartitsch ist eine österreichische Gemeinde im Bezirk Lienz (Osttirol) im Bundesland Tirol mit 761 Einwohnern (Stand 1. Jänner 2024). Die Gemeinde liegt im Gerichtsbezirk Lienz.

## Geografie

### Lage
Kartitsch liegt im Tiroler Gailtal, dem am höchsten gelegenen aller Osttiroler Täler, zwischen der Einmündung in das Pustertal (über eine Geländestufe) und dem 1525 m hoch gelegenen Kartitscher Sattel. Richtung Osten schließt sich das Lesachtal an. Das Gemeindegebiet von Kartitsch wird im Norden von den westlichen Ausläufern der Lienzer Dolomiten und im Süden von den Karnischen Alpen, auf deren Gebirgskamm auch die Staatsgrenze zu Italien verläuft, umrahmt. Das Siedlungsgebiet erstreckt sich hauptsächlich auf Terrassen beiderseits des Gailbaches.

### Gemeindegliederung

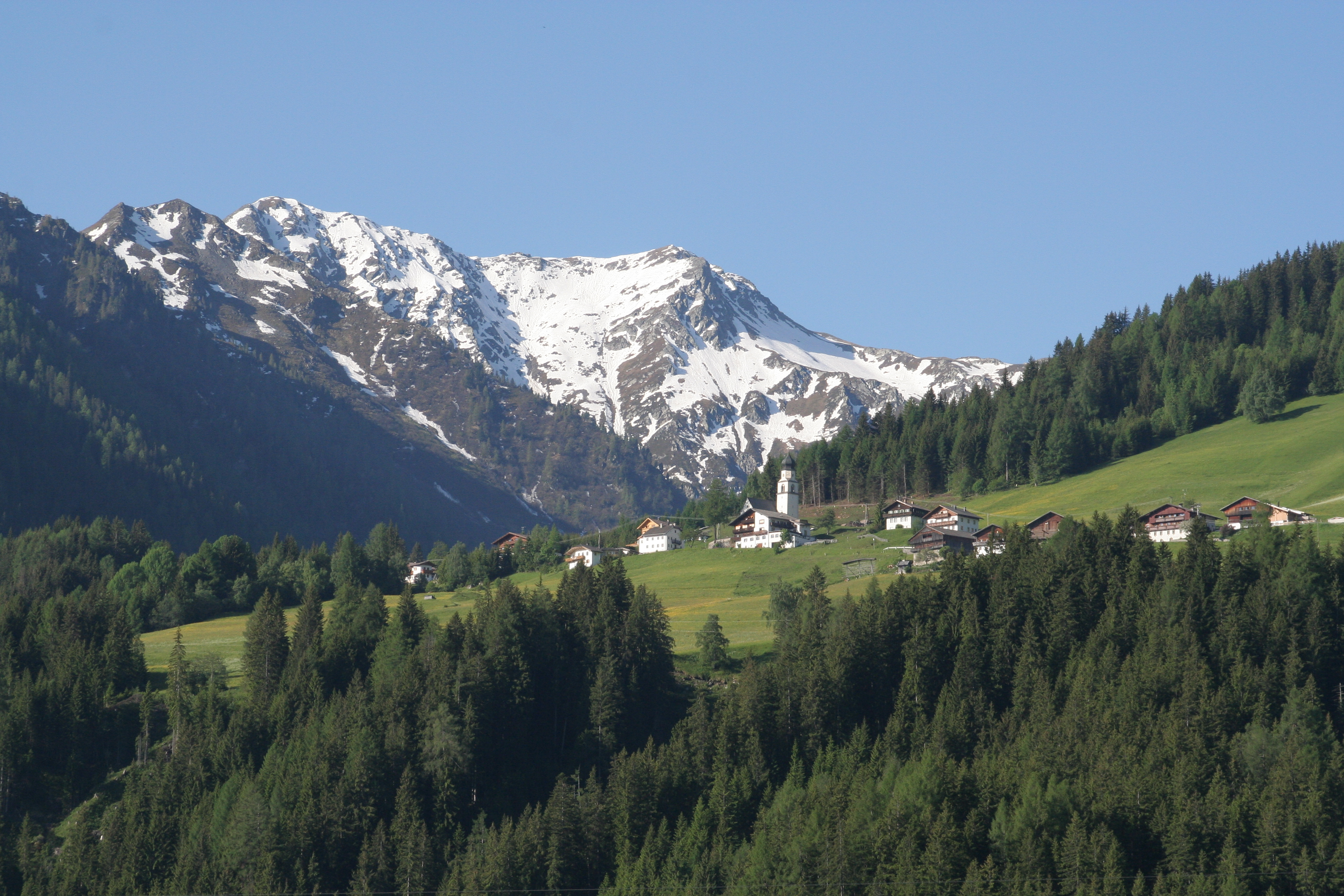
Hollbruck, 1360 m, Ortsteil der Gemeinde Kartitsch, aus Norden in Blickrichtung Karnischer Kamm

Die Gemeinde besteht aus den drei Ortschaften Hollbruck, St. Oswald und Kartitsch.
Weitere Ortslagen sind Außerlerch, Äußerst, Birgl, Erschbaum, Hinteregg, Innerlerch, Kanter,
Boden, Neuwinkl, Rauchenbach, Schuster, Sulzenbach, Walcher, Wiese und Winkl.

### Nachbargemeinden
| Heinfels             | Strassen Abfaltersbach                      | Anras                      |
| Sillian              | Kompassrose, die auf Nachbargemeinden zeigt | Obertilliach               |
| Sexten (Südtirol, I) | Comelico Superiore (I)                      | San Nicolò di Comelico (I) |

## Geschichte
Die Örtlichkeit ist in einer Urkunde des Stiftes Innichen anno 965 als Kartisa erstgenannt. Der Ortsname lässt sich über lateinisch quarticia ‚Viertel‘ erklären, was wohl mit einer Einteilung der Landschaft zu tun hatte.
Die erste Kirche wurde 1386 geweiht aber bereits 1479 umgestaltet. Sie gehörte zur Mutterpfarre Heinfels, erhielt 1666 eine Kaplanei und wurde 1891 eine eigenständige Pfarre.

## Bevölkerung

### Bevölkerungsstruktur
2013 lebten in der Gemeinde Kartitsch 822 Menschen, womit Kartitsch im unteren Mittelfeld der 33 Osttiroler Gemeinden lag. Ende 2001 waren 98,3 Prozent der Bevölkerung österreichische Staatsbürger (Tirol: 90,6 Prozent); Anfang 2013 waren es 97,4 Prozent. Die 21 gezählten Ausländer stammten fast ausschließlich aus den EU-Staaten. Zum katholischen Glauben bekannten sich 2001 98,4 Prozent der Einwohner (Tirol: 83,4 Prozent).
Der Altersdurchschnitt der Gemeindebevölkerung lag 2001 über dem Landesdurchschnitt. 18,1 Prozent der Einwohner von Kartitsch waren jünger als 15 Jahre (Tirol: 18,4 Prozent), 57,2 Prozent zwischen 15 und 59 Jahre alt (Tirol: 63,0 Prozent). Der Anteil der Einwohner über 59 Jahre lag mit 24,7 Prozent deutlich über dem Landesdurchschnitt von 18,6 Prozent. Der Altersdurchschnitt der Bevölkerung von Kartitsch stieg in der Folge weiter an. Der Anteil der unter 15-Jährigen sank per 1. Jänner 2013 auf 14,1 Prozent, während sich der Anteil der Menschen zwischen 15 und 59 Jahren auf 61,7 Prozent erhöhte. Der Anteil der über 59-Jährigen sank hingegen leicht auf 24,2 Prozent.
2001 waren 50,9 Prozent der Einwohner von Kartitsch ledig, 42,7 Prozent verheiratet, 5,8 Prozent verwitwet und 0,6 Prozent geschieden.

### Bevölkerungsentwicklung
Die Gemeinde Kartitsch verzeichnete zwischen dem späten 19. Jahrhundert und der Mitte des 20. Jahrhunderts im Vergleich mit dem Bezirk Lienz ein durchschnittliches Wachstum, wenngleich das Wachstum deutlich unter dem Landesdurchschnitt lag. Bis in die 1920er Jahre verzeichnete Kartitsch keinen eindeutigen Wachstumstrend, vielmehr wechselten sich mehrmals Bevölkerungsanstiege mit Bevölkerungsverlusten von Volkszählung zu Volkszählung ab. Von etwa 1920 bis etwa 1950 wuchs die Bevölkerung. Die Volkszählung im Jahr 1951 ergab 1.059 Einwohner. Die Einwohnerzahl stagnierte in den 1960ere und 1970er Jahren; in den 1980er Jahren begann ein Abwärtstrend. Zuletzt hatte die Einwohnerzahl wieder den Wert der Zwischenkriegszeit erreicht. Kartitsch verzeichnet seit Jahrzehnten eine stark negative Wanderungsbilanz; in den Jahren 1971 bis 1981 wurde dieses Bevölkerungsminus durch eine positive Geburtenbilanz ausgeglichen. Danach verstärkte sich die Abwanderung; zwischen 1981 und 2001 ging auch die Einwohnerzahl zurück. Seit 2002 verzeichnete die Gemeinde in jedem Jahr eine negative Wanderungsbilanz, hinzu kam eine nur noch schwach positive bzw. bereits teilweise negative Geburtenbilanz in diesen Jahren.

## Kultur und Sehenswürdigkeiten

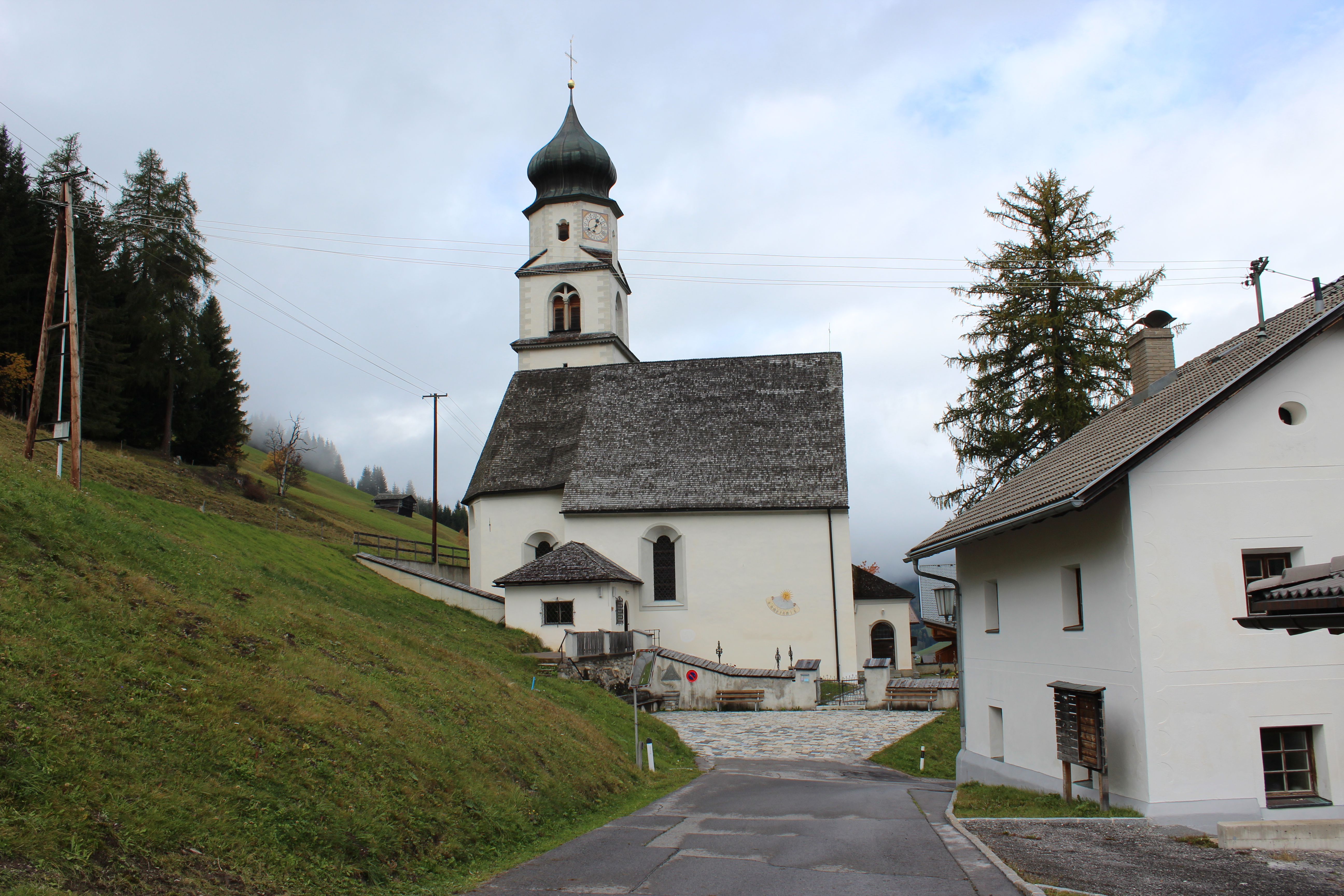
Pfarrkirche Hollbruck

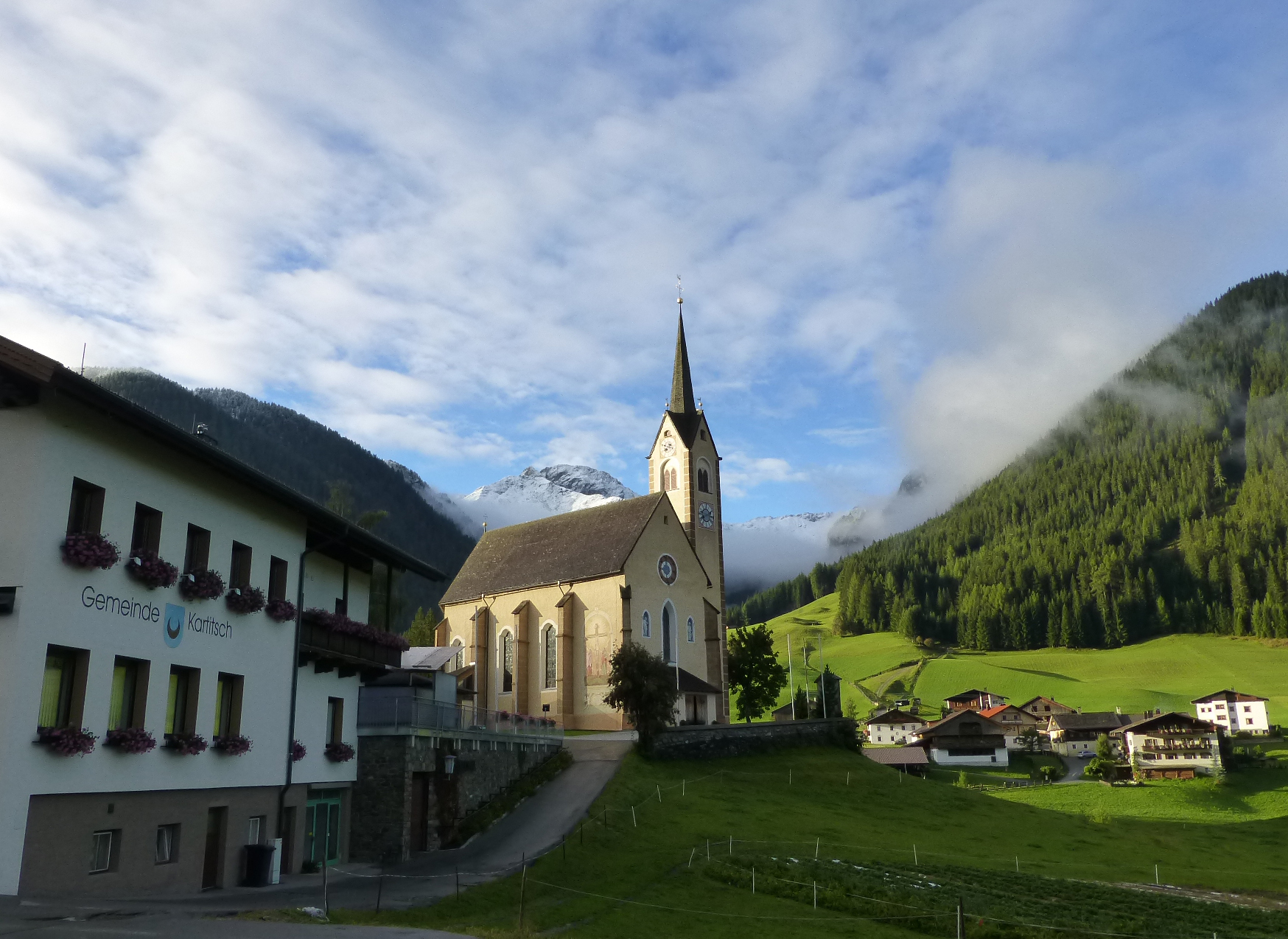
Pfarrkirche Kartitsch

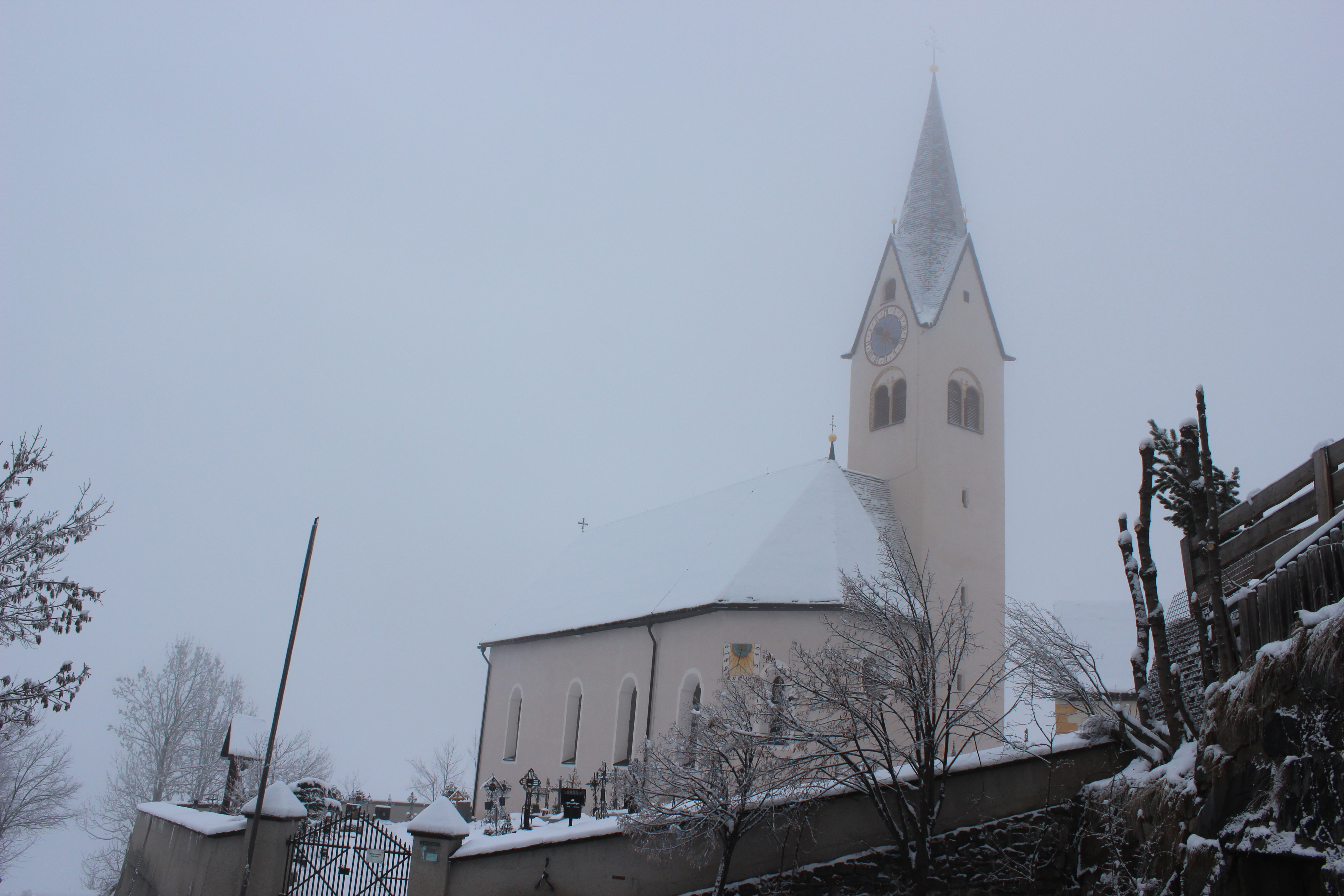
Filialkirche St. Oswald

In Kartitsch befinden sich 16 denkmalgeschützte, unbewegliche Objekte, die meisten davon sind sakrale Bauwerke. Die Pfarrkirche St. Leonhard ist eine 1479 vollendete, gotische Kirche mit mächtigem Hochaltar aus den Jahren 1761–1763. Sie wurde 1830 spätklassizistisch umgestaltet. Die Kirche zu 'Unserer lieben Frau' in Hollbruck ist eine zwischen 1680 und 1685 erbaute Pfarr- und Wallfahrtskirche. Sie ist eines der einheitlichsten Werke in der Umgebung aus dem Ende des Frühbarocks. Hervorzuheben sind die Stuckrahmen aus der Werkstätte des Gallus Apeller in Innsbruck, ausgeführt von Georg Holzmeister.
Die gotische Filialkirche St. Oswald, ebenfalls eine große Kirche, hat einen polygonalen Chor und einen angebauten Turm mit hohem Spitzhelm. Im Inneren hat das einschiffige Langhaus Seccomalereien aus dem 17. Jahrhundert, Sterngewölbe und eine qualitätsvolle, barocke Inneneinrichtung.
Weitere denkmalgeschützte Objekte sind die Pfarrhöfe in Kartitsch und Hollbruck, einige Kapellen, der Kreuzweg in Hollbruck und drei Kriegerfriedhöfe für die Gefallenen des Ersten Weltkriegs.

## Wirtschaft und Infrastruktur

### Arbeitsstätten und Beschäftigte
Kartitsch beherbergt lediglich Kleinbetriebe und wies 2001 keine Arbeitsstätte mit mehr als zwanzig Beschäftigten auf. Die im Rahmen der Volkszählung durchgeführte Arbeitsstättenzählung ergab 2001 in Kartitsch 42 Arbeitsstätten mit 110 Beschäftigten (ohne Landwirtschaft), wobei 70 Prozent unselbstständig Beschäftigte waren. Wichtigster Wirtschaftszweig war 2001 das Beherbergungs- und Gaststättenwesen mit 20 Arbeitsstätten und 38 Beschäftigten (35 Prozent der Beschäftigten in Kartitsch). Dahinter folgten der Handel mit drei Arbeitsstätten und 17 Beschäftigten sowie das Verkehrswesen mit zwei Arbeitsstätten mit 15 Beschäftigten und die Sachgütererzeugung mit drei Arbeitsstätten und 14 Mitarbeitern. 31 Prozent der in Kartitsch Beschäftigten waren Angestellte oder Beamte, 39 Prozent Arbeiter und 26 % Betriebsinhaber. Neben den Tourismusbetrieben gibt es ein Sägewerk, ein Lebensmittelgeschäft, eine Bank, Bus- und Taxiunternehmen bzw. Frächter, Tischler und ein Erdbewegungsunternehmen.
Von den in Kartitsch 2010 lebenden 383 Erwerbspersonen waren 9,2 % arbeitslos. Von den 357 Erwerbstätigen waren 79 in der Sachgütererzeugung (22 Prozent), 50 in der Land- und Forstwirtschaft (14 Prozent) im Bauwesen (15 Prozent) und 45 in der Öffentlichen Verwaltung (13 Prozent) beschäftigt. Weitere wichtige Branchen waren der Handel mit 41 Beschäftigten (12 Prozent) und das Bauwesen mit 29 Beschäftigten (8 Prozent). Von den 350 Erwerbstätigen aus Kartitsch (ohne temporär von der Arbeit abwesende Personen erwerbstätigen Einwohnern) arbeiteten 2010 126 in Kartitsch. 224 pendelten zur Arbeit aus. Von den Auspendlern hatten 71 Prozent ihre Arbeitsstätte im Bezirk Lienz, wichtigste Auspendlergemeinden waren dabei Heinfels, die Bezirkshauptstadt Lienz und Sillian, wo insgesamt 49 % der Auspendler arbeiteten. Weitere 19 Prozent pendelten nach Nordtirol, 6 Prozent in ein anderes Bundesland aus. Im Gegenzug arbeiteten 2010 nur 28 Einpendler in Kartitsch, die überwiegend aus dem Bezirk stammten.

### Land- und Forstwirtschaft
Die Statistik wies für die Gemeinde Kartitsch 2010 118 land- und forstwirtschaftliche Betriebe aus: 23 Haupterwerbsbetriebe, 75 Nebenerwerbsbetriebe sowie je zehn Betriebe von Personengemeinschaften bzw. juristischen Personen. 1999 waren es 129 Betriebe gewesen. Die Betriebe bewirtschafteten 2010 insgesamt 5.595 Hektar Fläche, wobei 20 Prozent der Fläche von Vollerwerbsbauern, 34 Prozent von Nebenerwerbslandwirten und 44 Prozent von Betrieben mit juristischen Personen bewirtschaftet wurden.

### Tourismus
| Der Tourismus in Kartitsch ist für die Gemeinde wichtig; über 50 % der Arbeitsplätze hängen von ihm ab. Auch gemessen am Bezirksdurchschnitt liegt die Tourismusintensität (Übernachtungen je Einwohner) weit über dem Durchschnitt Osttirols, wobei die Tourismusintensität im Winter doppelt und im Sommer rund 2,5 mal so hoch ist wie der Bezirksdurchschnitt. Die Anzahl der Übernachtungen ging von 68.000 im Jahr 2010 auf 63.000 im Jahr 2019 zurück. Die wichtigsten Saison ist der Sommer mit einer Spitze von 16.000 Übernachtungen im August (Stand 2019). Heute gehört die Gemeinde wie alle übrigen Osttiroler Gemeinden zum Tourismusverband Osttirol, wobei Kartitsch in der „Ferienregion Hochpustertal“ organisiert ist. In der Gemeinde bestehen vier Drei-Sterne-Hotels, ein weiteres Hotel, sowie verschiedene Pensionen, Privatvermieter und Anbieter von Ferienwohnungen. Wintersportlern stehen in der Gemeinde ein Skigebiet mit zwei Skiliften, eine Eisstockbahn und ein Eislaufplatz, eine Langlaufloipe sowie zwei Rodelbahnen zur Verfügung. In der Sommersaison können Sportler einen Minigolfplatz, zwei Mountainbike-Strecken, einen Tennisplatz sowie die Wanderwege am Karnischen Höhenweg mit der Obstansersee-Hütte und der Filmoor-Standschützenhütte nutzen. | Hier fehlt eine Grafik, die leider im Moment aus technischen Gründen nicht angezeigt werden kann. Wir arbeiten daran! |

Seit 2008 ist Kartitsch Teil der Bergsteigerdörfer-Initiative des ÖAV. Das Bergsteigerdorf wurde mittlerweile auf die Region Tiroler Gailtal mit dem Hauptort Obertilliach ausgeweitet.

### Verkehr
Kartitsch wird verkehrstechnisch von der Gailtalstraße (B 111) erschlossen, die von Sillian im Pustertal bis ins Untere Kärntner Gailtal führt. Die Siedlungen der Gemeinde liegen dabei großteils an oder nahe der Gailtalstraße. Zur Erschließung des etwas abgelegenen Ortsteils Hollbruck dient die Hollbrucker Straße (L 328), die vom Ortsteil Aigen von der Gailtalstraße abzweigt und über die Ortsteile Schuster und Faschinghöfe bis zur Filialkirche Hollbruck führt. An das öffentliche Verkehrsnetz ist Kartitsch mittels Linienbussen der ÖBB-Postbus GmbH (Postbus) angebunden, deren Linie 4416 bis zu acht Mal pro Werktag Kartitsch über Panzendorf und Tassenbach in rund 13 Minuten Fahrzeit mit Sillian verbindet. Die Linie wird dabei über Untertilliach und Maria Luggau bis St. Lorenzen im Lesachtal geführt und hält in der Gemeinde Kartitsch acht Haltestellen ein. Der nächste Bahnanschluss befindet sich in Tassenbach (Drautalbahn).
Obertilliach ist eine von nur drei Gemeinden im Bezirk Lienz, die sich bis zur Jahrtausendwende nicht mit anderen Gemeinden zu einem Abwasserverband zusammengeschlossen hatte. Zudem existierte zu diesem Zeitpunkt lediglich eine 1974 in Betrieb genommene mechanische Kläranlage (Emscherbrunnen) in den Wiesen südlich des Ortsrandes von Obertilliach-Dorf. Die 254 zu diesem Zeitpunkt bestehenden, abwasserproduzierenden Objekte waren dabei lediglich zu 69 % an das Kanalnetz angeschlossen. Der Abfall, der in der Gemeinde anfällt, wird über den Abfallwirtschaftsverband Osttirol (AWVO) entsorgt.

### Sicherheit und Gesundheit
Seit der Schließung des Polizeipostens Obertilliach wird die Gemeinde Kartitsch von der Polizeiinspektion Sillian betreut. Bezüglich des Gesundheitswesens ist Kartitsch gemeinsam mit den Gemeinden Außervillgraten, Innervillgraten, Sillian, Strassen, Heinfels, Obertilliach und Untertilliach im Sozialsprengel Osttiroler Oberland organisiert. Im Gesundheitssprengel werden beispielsweise Gesundheitsleistungen wie Alten- und Pflegehilfe, Heim- und Haushaltshilfe, Palliativpflege und Familienhilfe organisiert. Zum Arztbesuch müssen die Einwohner nach Sillian; das nächste Krankenhaus ist das Bezirkskrankenhaus Lienz.
Die Feuerwehr Kartitsch bestand bereits im Juli 1897 als Feuerwache mit „Löschordnung“ und zählte 44 Mann. Die eigentliche Gründung der Freiwilligen Feuerwehr (FF) Kartitsch erfolgte am 19. November 1899; sie war die 24. Feuerwehr des Bezirksverbandes Lienz. 1909 gründete die FF Kartitsch einen eigenen Löschzug im Ortsteil St. Oswald. 1928 wurde die erste Motorspritze gekauft, 1930 ein Schlauchturm am Ortseingang von Kartitsch gebaut, 1936 ein Löschwasserspeicher und ein kleines Feuerwehrhaus in St. Oswald gebaut. 1946 kaufte die FF Kartitsch erstmals ein Fahrzeug an, 1949 gründete sie die selbstständige Löschgruppe Rauchenbach und 1955 eine zweite selbstständige Löschgruppe in Hollbruck. 1958 begann die Technisierung und Modernisierung der Feuerwehr. 1976 wurde ein Löschwasserbehälter in Hollbruck gebaut und 1968 erstmals ein Tankwagen gekauft. Die Feuerwehr selbst übersiedelte 1967 vom Schulhaus ins Gemeindehaus; 1977 wurden die Räumlichkeiten erweitert. Das heutige Feuerwehrhaus wurde 1989 gemeinsam mit einem neuen Kleinlöschfahrzeug eingeweiht. Auch die selbstständige Löschgruppe Hollbruck erhielt 1994 ein neues Feuerwehrhaus, 1998 wurde das Feuerwehrhaus in Rauchenbach eingeweiht.

## Politik

### Gemeinderat
Der Gemeinderat besteht aus 11 Mitgliedern. Bei den Wahlen 2016 und 2022 trat jeweils nur eine Partei an:
- 11 Mandate: Gemeinschaftsliste Kartitsch

### Bürgermeister
Zum Bürgermeister wurde Josef Außerlechner gewählt.

### Wappen
Blasonierung: In Blau ein steigender goldener Halbmond. Begründung: Das Wappen erinnert an das älteste siegel- und wappenführende Geschlecht der Gemeinde, die Wiser von Kartitsch. 1465 verlieh Kaiser Friedrich III. Hans und Jakob Wiser das Wappen mit der Mondsichel. Der Gemeinde wurde das Wappen 1972 verliehen.

## Persönlichkeiten

### Ehrenbürger der Gemeinde
- Erich Kneußl (1884–1968), Politiker (CSP, VF)
- Georg Ebner († 2014), Alt-Bürgermeister von Kartitsch[15]

### Söhne und Töchter der Gemeinde
- Gereon Ausserlechner (1904–1944), Prämonstratenser, Widerstandskämpfer und NS-Opfer
- Oswald Kollreider (1922–2017), Maler
- Franz Wunderbaldinger (1927–2023), Botschafter

### Mit der Gemeinde verbundene Persönlichkeiten
- Martin Huber (* 1992), Biathlet
- Tanja Schneider (* 1974), Skirennläuferin, startete für den Skiclub TSU Kartitsch